# 클라우디아 제리니
클라우디아 제리니(Claudia Gerini, 1971년 12월 18일 ~ )는 이탈리아의 배우, 가수이다.

## 출연 작품

### 영화
- 존 윅: 리로드 (2017)
- 포이즌 로즈 (2019)